# Augusto Mijares (paroisse civile)
Pour les articles homonymes, voir Mijares.
Augusto Mijares est l'une des cinq paroisses civiles de la municipalité de Zamora, dans l'État d'Aragua au Venezuela. Sa capitale est Tocorón.

## Étymologie
La paroisse civile est nommée en l'honneur du l'historien et écrivain vénézuélien Augusto Mijares (1897-1979).

## Géographie

### Démographie
Hormis sa capitale Tocorón, la paroisse civile possède une autre localité importante, Guacamaya.